# Olimpo

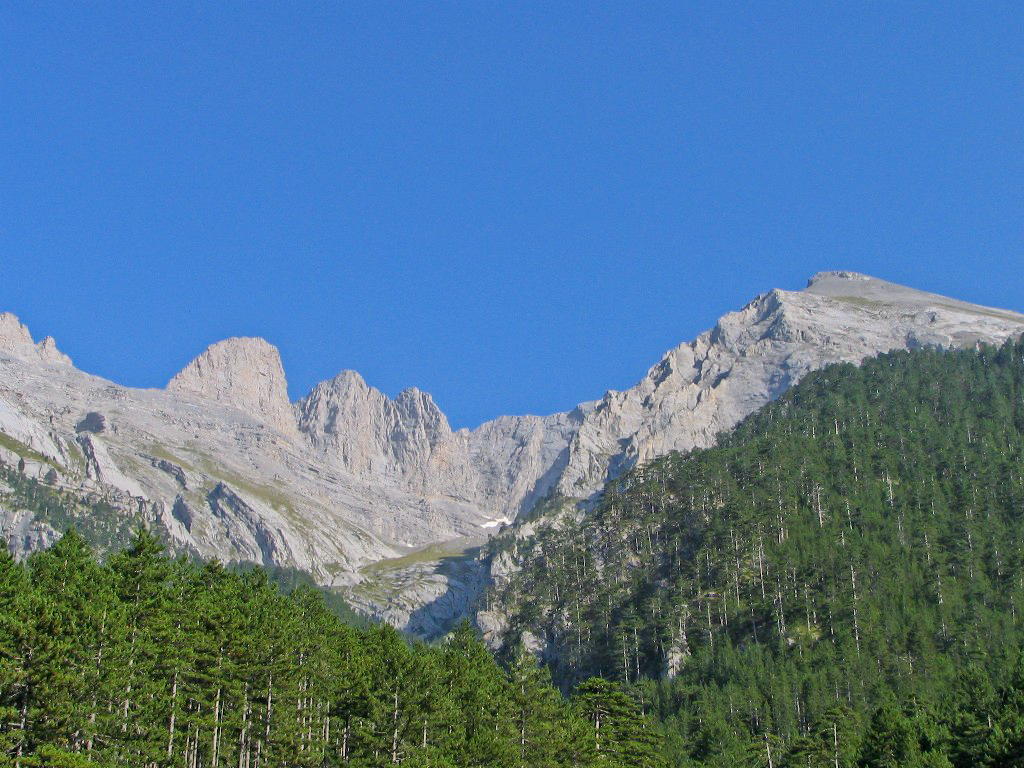
Una vista desde el lado occidental del Olimpo, a unos 10-15 km del pueblo de Kokkinopilos

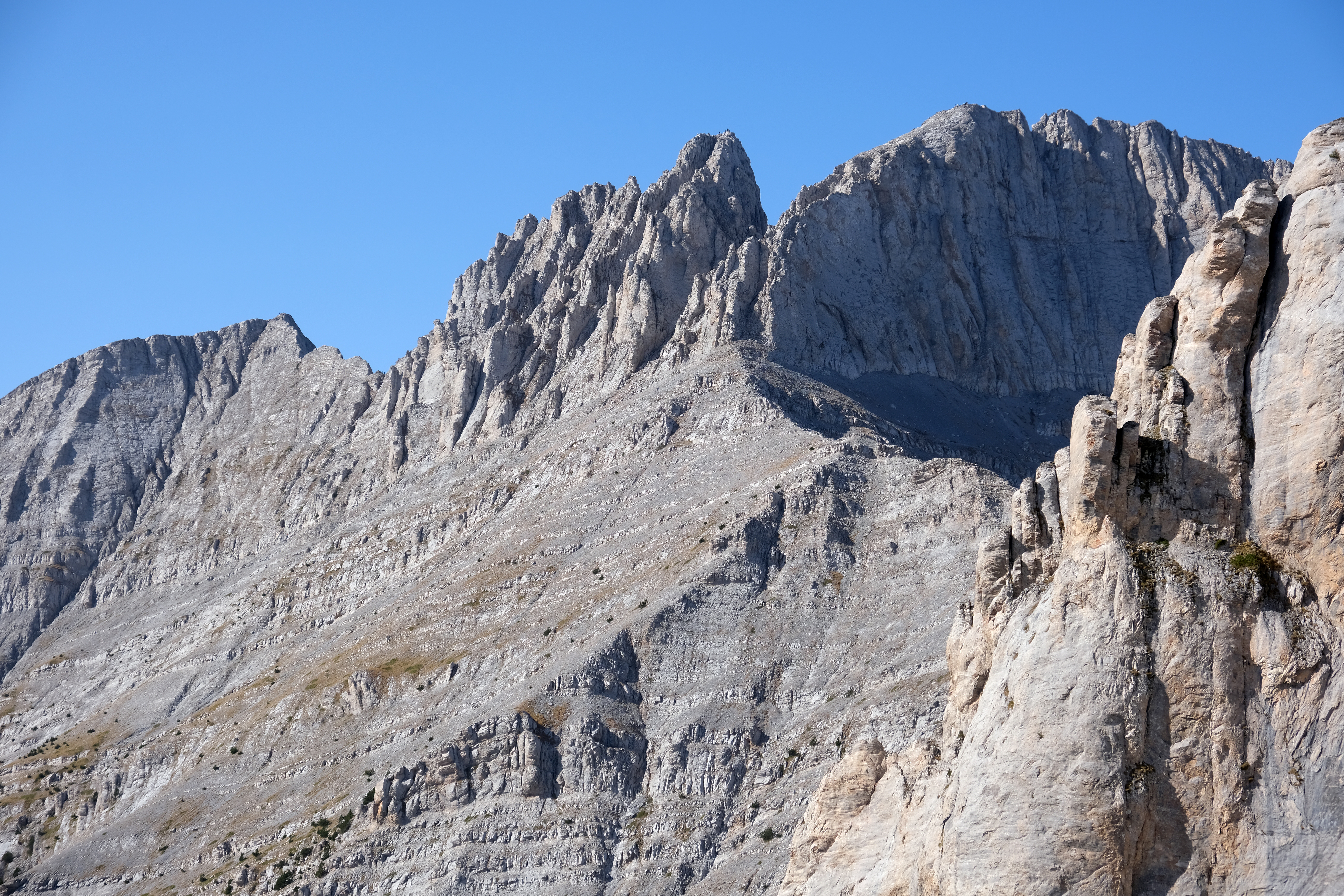
El monte Olimpo.

El Olimpo o monte Olimpo (en griego antiguo: Ὄλυμπος; en griego moderno: Όλυμπος, transliterado como Ólympos, «el luminoso»; en latín: Olympus) es la montaña más alta de Grecia y la segunda de los montes Balcanes (tras el Musala de Bulgaria, 2925 m), con 2917 m de altitud. Situado entre las regiones griegas de Tesalia, cerca de Larissa y Macedonia, es reserva natural griega desde 1938 y patrimonio natural de la Unión Europea desde 1981, en su categoría de reserva de la biosfera.
La primera ascensión fue coronada por la expedición tripartita de Christos Kakkalos, Frédéric Boissonnas y Daniel Baud-Bovy el 2 de agosto de 1913.

## Geografía

Representación tridimensional del monte Olimpo.

La forma del monte Olimpo se debe a la erosión de la lluvia y el viento, que produjo una torre aislada a casi 3000 metros sobre el nivel del mar, la cual se encuentra a solo 18 kilómetros de distancia de Litochoro. La montaña tiene una circunferencia de 150 km, un diámetro promedio de 26 kilómetros, y 500 km² de área. Al noroeste se encuentra el pueblo de Vlach, de Kokkinoplou. El río Makryrema separa al Olimpo del macizo de Voulgara. Los pueblos Petra, Vrontou y Díon se encuentran al noroeste, mientras que en el lado oriental se encuentra la ciudad de Litochoro. En su lado sureste, el desfiladero de Ziliana divide el monte Olimpo del llamado Olimpo Inferior, mientras que en las estribaciones sudoccidentales, están los pueblos Sykaminea y Karya. El monasterio de Agia Triada Sparmou y el pueblo Pythion se encuentran en el poniente.
Las estribaciones más secas del monte Olimpo, conocidas como Xirokampi, están cubiertas de chaparral y proporcionan un hábitat para animales como el jabalí. Más al oriente, la llanura de Dion es fértil y regada por los ríos y arroyos que nacen en el Olimpo.

## Clima
En términos generales, el clima del monte se puede describir como uno de tipo mediterráneo con influencia continental. Sus variaciones locales son el resultado del impacto del mar y el relieve accidentado de la región. En los lugares más bajos (Litochoro y las estribaciones) el clima es típicamente mediterráneo, es decir, caliente y seco en verano, mientras que es húmedo y frío en invierno. A medida que se asciende en altura el clima es más húmedo y severo, con fenómenos más intensos; en estos lugares a menudo nieva durante todo el invierno, mientras que la lluvia no es inusual, incluso en el verano. La temperatura varía en el invierno de -10 °C a 10 °C y en el verano de 0 °C a 20 °C, mientras que los vientos soplan con fuerza casi todos los días del año. En general, la temperatura desciende 1 °C por cada 200 metros de altitud. A medida que aumenta la altitud, los fenómenos son más intensos y las variaciones de temperatura y humedad a menudo son repentinas.

## Flora

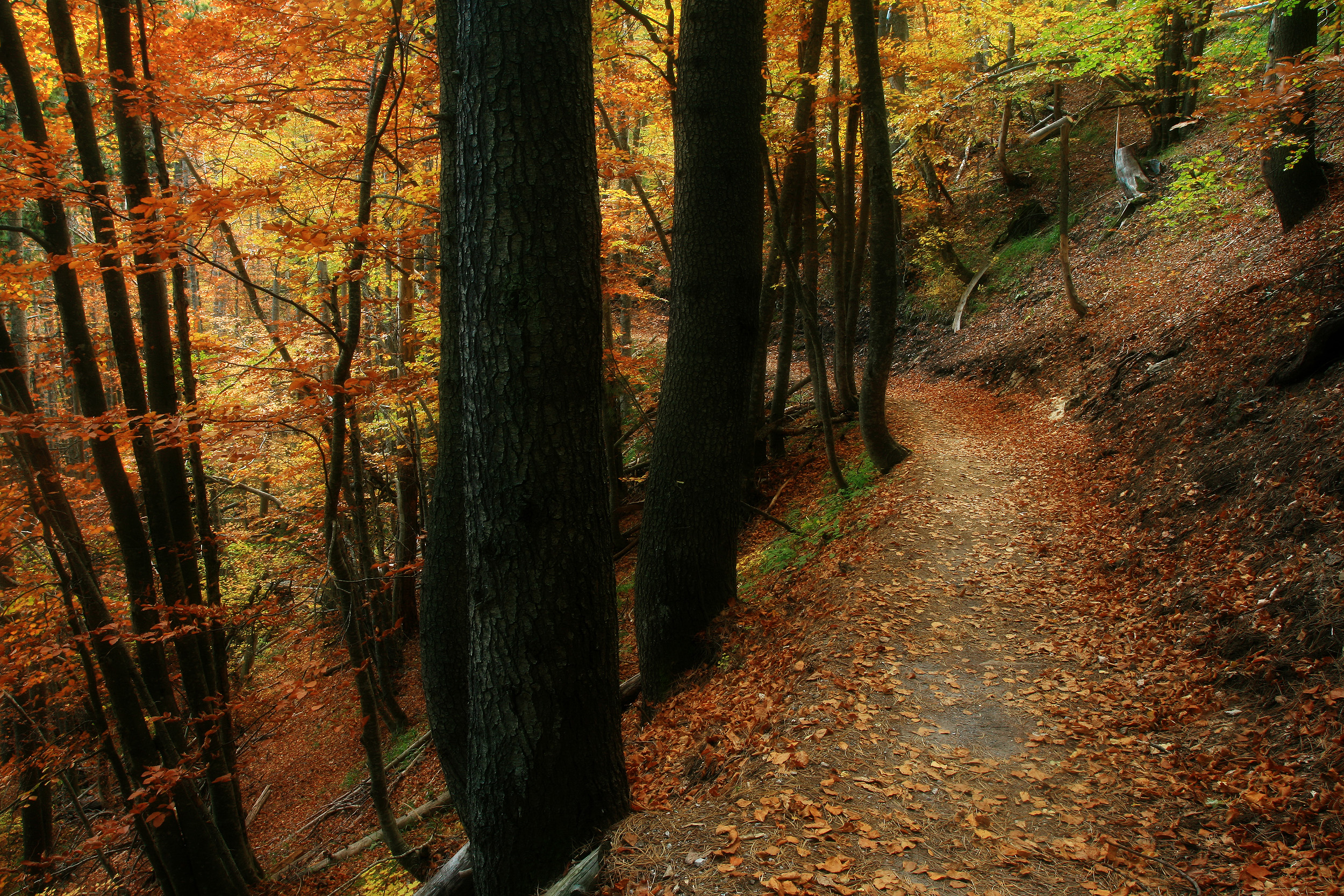
Hayedo en las laderas del monte Olimpo.

En el monte Olimpo generalmente hay cuatro zonas de flora consecutivas, pero no claramente separadas:

### Vegetación mediterránea
En la altitud entre 300 y 500 metros se produce la zona de árboles de hoja perenne (maquis). Junto con el roble y la encina (Quercus ilex), el madroño, laurel, cedro y otros. De las especies caducifolias más comunes destacan el olmo y el arce de Montpellier, entre otros.

### Bosques caducifolios
La zona de árboles de hoja perenne es reemplazada gradualmente por ecosistemas de pino negro europeo, que forma racimos compactos, sin una zona intermedia de robles caducifolios y hayedos. En la ladera septentrional del valle de Xirolakos, a una altitud de entre 600 y 700 metros, hay un bosque alto de encinas de aproximadamente 125 hectáreas.
Algunas gargantas y barrancos están cubiertos por sauces, aliso negro y vegetación ribereña.

### Bosques de coníferas
La especie típica de esta zona son los pinos de los Balcanes. Este raro tipo de pino crece esporádicamente a más de 1000 metros y gradualmente reemplaza al pino negro, mientras que a más de 1400 metros crea un bosque casi puro. A más de 2000 metros, el bosque se vuelve más escaso, llegando a 2750 metros, creando así el límite forestal más alto (el límite máximo de crecimiento forestal) en los Balcanes, o incluso en Europa. Otra característica de esta zona es que a más de 2500 metros los árboles aparecen en forma arbustiva. 

### Tundra alpina
Más allá del bosque de pino de los Balcanes se extiende una región sin árboles, con praderas alpinas, constituida por un mosaico de ecosistemas de pastizales, dependiendo de la topografía, la pendiente y la orientación del terreno. En general, esta flora alpina con más de 150 especies de plantas contiene prados, pantanos cubiertos de hierba, pedregales alpinos y rocas graníticas.

## Fauna
La fauna del monte Olimpo incluye una considerable variedad y está marcada por especies importantes, raras y en peligro de extinción. 
Históricamente, la diversidad era aún mayor. Grandes mamíferos, que vivieron anteriormente en la región, como los ciervos, han desaparecido. En la antigüedad había leones (Pausanias), mientras que al menos hasta el siglo XVI había osos.
Actualmente, se han registrado 32 especies de mamíferos, incluyendo rebeco (Rupicapra rupicapra balcanica), corzo (Capreolus capreolus), jabalí (Sus scrofa), gato montés (Felis sylvestris), garduña (Martes foina), zorro rojo (vulpes vulpes) y ardilla roja (Sciurus vulgaris). También se han detectado 108 especies de aves (como el gavilán, buitre negro, cigüeña blanca, águila real, águila calzada y abubilla); muchas de ellas, particularmente las aves rapaces, son escasas. Además están los reptiles comunes de la fauna griega (22 especies como serpientes, tortugas, lagartos, etc.) y algunos anfibios (8 especies) en arroyos y estanques estacionales, así como una gran variedad de insectos, particularmente mariposas.

## Parque nacional
La montaña más alta de Grecia fue la primera región del país que se benefició de las medidas de protección, ya que el parque nacional se estableció en 1938. Cubre un área central de 40 km² (4000 ha) y una superficie total de 240 km² (24 000 ha) con la zona periférica. En 1981, la UNESCO clasificó el monte Olimpo como Reserva de la biosfera. También se encuentra registrado en la lista Natura 2000 de la Red Europea.

## El Olimpo mitológico
Para la mitología griega, el Olimpo era el hogar de los dioses olímpicos, los principales dioses del panteón griego, presididos por Zeus. Así lo describe Homero:
«Dijo así y al Olimpo marchó la ojizarca Atenea, donde dicen se halla la eterna mansión de los dioses, que no agitan los vientos ni mojan las lluvias ni alcanzan las nevadas jamás, porque todo es un éter sereno que sin nieblas se expande bañado de cándida lumbre. Allí gozan sin pausa los dioses felices».
Tetis visita el Olimpo para entrevistarse con Zeus:
«Tras ascender hasta la costa, se lanzaron presurosas al cielo y hallaron al Crónida [Zeus], de ancha voz; y a su alrededor todos los felices dioses sempiternos estaban sentados reunidos. Fue a sentarse al lado del padre Zeus, y Atenea le cedió el sitio. Hera puso en su mano una bella copa áurea y la consoló con su palabra; y Tetis alargó el brazo para beber».
Y Teócrito también nos lo describe:
«Nace en la cima del Olimpo, ahí arriba, donde habitan los dioses. Dice Homero que en este lugar no se siente ni la lluvia ni se oye el viento, nunca la nieve se posa en él aun siendo una cima muy elevada, pero es absolutamente divino y libre de las calamidades que azotan las montañas de los humanos».
El número e identidad de los dioses que habitaban ese Olimpo (el llamado «Concilio de los dioses) parece ser de doce, siendo este un posible listado original:
| - Zeus - Hera - Poseidón - Afrodita - Ares - Atenea | - Hermes - Apolo - Artemisa - Hefesto - Deméter - Hestia |

La tradición fue agregando algunos que fueron reemplazando a otros para que el número de dioses olímpicos quedara estable en doce. Zeus, Hera, Poseidón, Ares, Hermes, Hefesto, Afrodita, Atenea, Apolo y Artemisa son siempre considerados dioses olímpicos. Hestia, Deméter, Dioniso, Hades, Perséfone, Eros, Cratos, Hebe, Asclepio, Pan y Heracles, después de ser divinizados, fueron los dioses variables que completaban la docena. 
Se puede incluir en la lista de variables a Hades, quien no posee trono en el Olimpo, ya que, a pesar de ser uno de los dioses más importantes, su morada en el mundo subterráneo de los muertos hacía su relación con los olímpicos más delicada. Hestia fue uno de los doce Olímpicos durante mucho tiempo, aunque terminó cediendo su lugar a Dioniso debido a que prefería residirse en la Tierra que seguir en el Olimpo presenciando las disputas entre sus hermanos. Perséfone pasaba la tercera parte del año en el inframundo (provocando así el invierno) y se le permitía volver al Olimpo durante los restantes meses para que pudiera estar con su madre, Deméter.
Como en la Grecia antigua, el vocablo «olimpo» significa en español: «lo más alto entre lo más alto».

## Historia
En la antigüedad, el macizo del Olimpo constituía la frontera entre la antigua Tesalia y Macedonia. La historia de la zona circundante es, por tanto, de interés en el contexto del Ascenso de Macedón, la Guerra Crémonidea y las Guerras Macedonias durante los siglos IV a II a. C.
En el periodo del Imperio Otomano la montaña era un escondite y base de operaciones para los kleftes y los armatoles. Fue conocido como Semavatevi en turco durante los casi 400 años de dominio otomano.
En Olimpo se fundó el segundo armatoliki, dirigido por Kara Michalis en 1489. La acción de los kleftes en Olimpo llevó a los turcos a llevar su indignación al pueblo aliado de los kleftes, Milia, (Pieria) (a finales del siglo XVII), que destruyeron. En ese periodo, Livadi, en el Olimpo, se convirtió en la sede de los armatoles del Olimpo y de Macedonia Occidental, con su primer comandante de renombre Panos Zidros. En el siglo XVIII los turcos tuvieron que sustituir a los armatoles (que a menudo se unían a los kleftes) por armatoles albaneses musulmanes que asolaron los campos de Macedonia. Sin embargo, los armatoles de Olimpo, incluso después de su capitulación ante Ali Pasha de Ioannina, nunca dejaron de luchar en tierra y en el mar. Entre los que actuaron allí y en las regiones cercanas estaban Nikotsaras, Giorgakis Olympios y la legendaria familia de Lazaioi. A principios del siglo XX, incluso durante algún tiempo después de la liberación del Imperio Otomano (1912), los ladrones estuvieron activos en la región - el más conocido de ellos el notorio Giagoulas, mientras que durante la invasión alemana en 1941 el Ejército Real Helénico libró importantes batallas junto con unidades de neozelandeses y australianos. Durante la ocupación alemana (1941-1944) el monte Olimpo fue uno de los centros de la Resistencia griega, mientras que un poco más tarde la Guerra civil griega (1946-49) comenzó allí, en Litochoro.

### Sitios antiguos y medievales

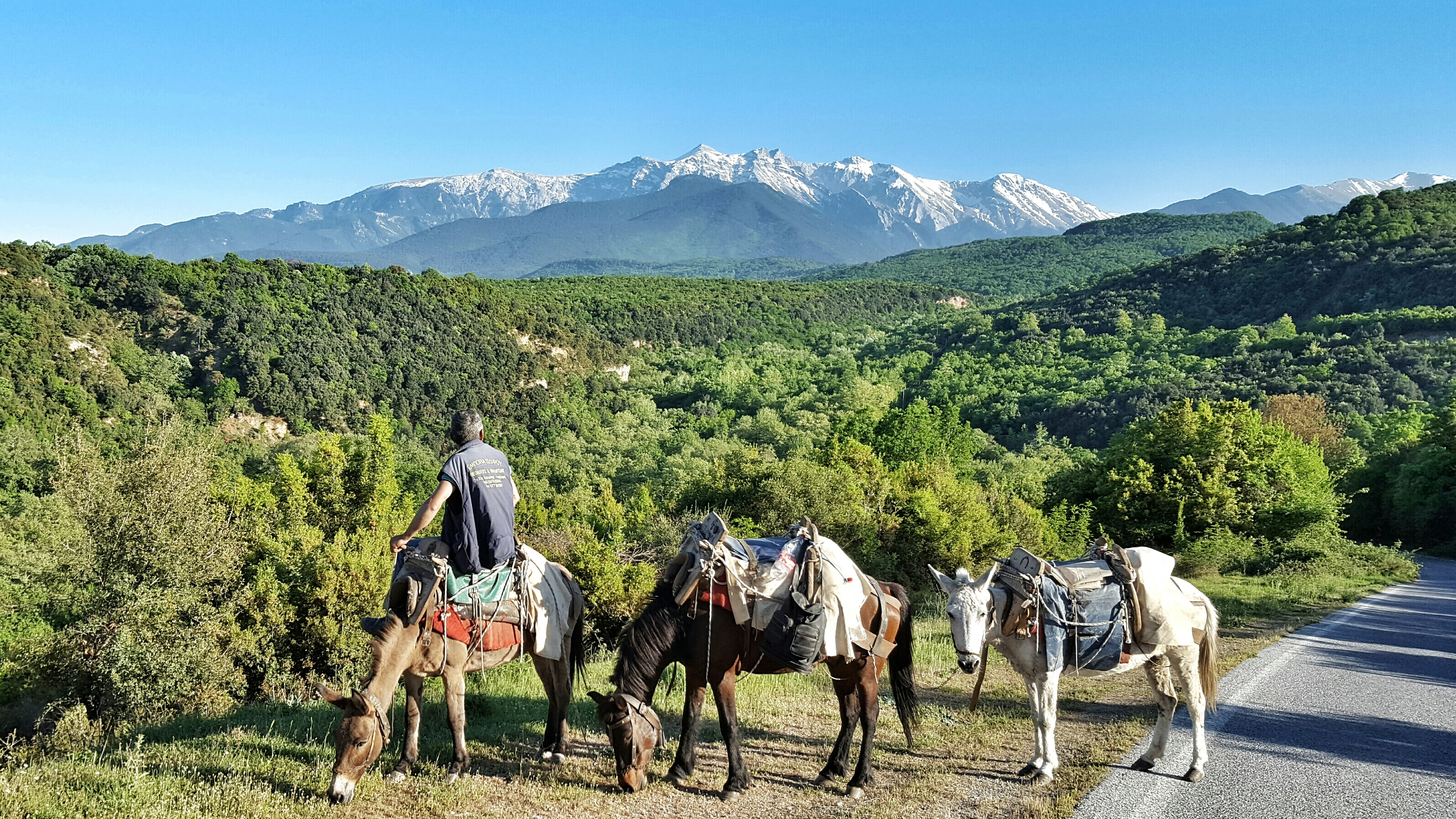
El monte Olimpo visto desde el norte en Petra, Pieria.

Toda la región del Olimpo de Pieria fue declarada sitio arqueológico e histórico para la preservación de su carácter monumental e histórico. A cinco kilómetros del mar se encuentra el Parque Arqueológico de Dion, ciudad sagrada de los antiguos macedonios, dedicada a Zeus y a los doce olímpicos. Su prosperidad duró desde el s. V a. C. hasta el s. V d. C. Las excavaciones, que continúan desde 1928, han revelado numerosos hallazgos de la época macedonia, helenística y romana. Actualmente existe un parque arqueológico único de 200 hectáreas, con la antigua ciudad y los lugares sagrados de culto, fuera de sus murallas. Muchas estatuas y otros objetos de valor incalculable se conservan en el cercano Museo Arqueológico de Dion. Pimblia y Leivithra, otras dos ciudades de la región del Olimpo, están relacionadas con Orfeo y los misterios «órficos». Según una tradición, Orfeo, hijo de Apolo y Calíope (una de las Musas), enseñó aquí las ceremonias místicas de culto a Dioniso (también conocido como Baco). Junto al mar, en una posición estratégica, a las puertas de Macedonia se encuentra el Castillo de Platamon, construido entre los siglos VII y X d. C. en la antigua ciudad de Heracleia. Al norte se encuentra la antigua Pydna. Aquí, en el año 168 a. C., tuvo lugar la batalla decisiva entre los macedonios y los romanos. Entre Pydna y el monte Olimpo se encuentran una sede episcopal fortificada de la época bizantina llamada Louloudies y las tumbas macedonias de Katerini y Korinos.

### Monumentos cristianos

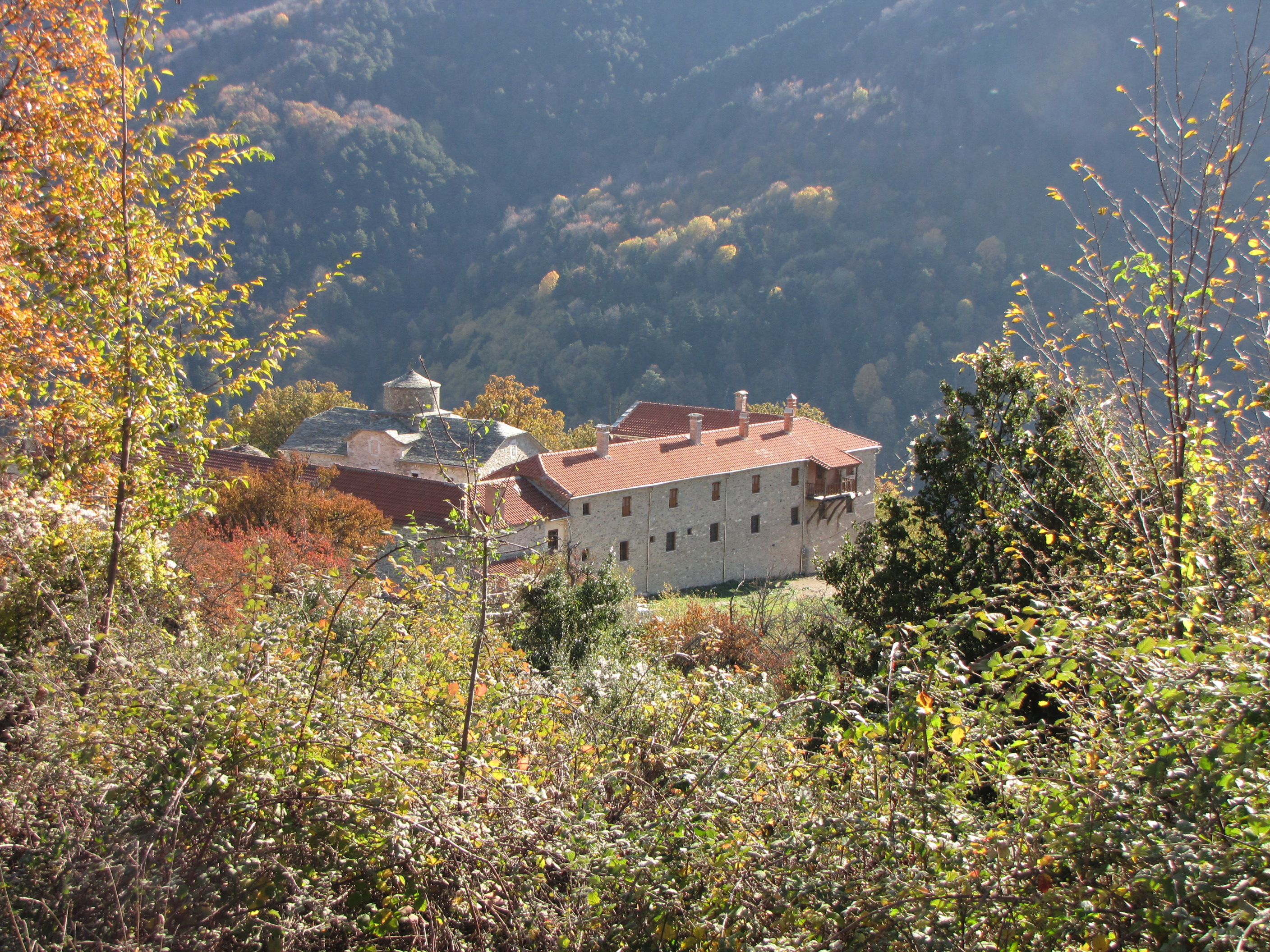
Monasterio Kanalon

En la región del Olimpo también hay varios monumentos cristianos, entre ellos la capilla de mayor altitud del cristianismo ortodoxo, dedicada al profeta Elías, en la tradición griega asociado a cimas de montañas, en la cumbre del mismo nombre (Προφήτης Ηλίας Profitis Ilias), a 2.803  m.
Fue construido en el siglo XVI por San Dionisio del Olimpo, que también fundó el monasterio más significativo de la región. El Antiguo Monasterio de Dionysios (altitud 820 m) se encuentra en el desfiladero de Enipeas y es accesible en coche desde Litochoro. Fue saqueado e incendiado por los otomanos y en 1943 fue destruido por los invasores alemanes, que sospechaban que era una guarida de guerrilleros. Hoy en día ha sido parcialmente restaurado y funciona como dependencia del nuevo Monasterio de Agios Dionysios, que está a las afueras de Litochoro. En el pie meridional del Olimpo, en una posición dominante (820 m s. n. m.) en el desfiladero de Ziliana, se encuentra el Monasterio de Kanalon, a 8 km de Karya. Fue fundado en 1055 por los monjes Damianos y Joakim y desde 2001 ha sido restaurado y funciona como convento. Más al oeste, en el borde del arroyo Mavratza, a 1.020 m, se encuentra el Monasterio de Agia Triada Sparmou, que floreció a principios del siglo XVIII, poseía grandes propiedades y ayudó a establecer la famosa escuela de Tsaritsani. Fue abandonado en 1932, pero en el año 2000 fue completamente renovado y reabierto como monasterio masculino, afiliado a la diócesis de Elassona.

### Expediciones de escalada
Las pruebas arqueológicas sugieren que el monte Olimpo fue visitado regularmente en peregrinaciones religiosas durante la antigüedad y la primera Edad Media. Por ejemplo, en la cima se ha encontrado cerámica griega antigua, monedas y pruebas de cenizas de sacrificios que se calcula que datan del año 400 a. C. Plutarco, escribiendo durante el Imperio Romano, informó de que los escritos y las cenizas de sacrificios dejados por los sacerdotes y peregrinos religiosos en la cima de las montañas Cilene y Olimpo podían encontrarse intactos varios años después, sin ser arrastrados por las lluvias ni dispersados por los vientos. Plutarco citó esto como prueba de que las montañas más altas de la tierra estaban por encima de las nubes y los vientos. Agustín de Hipona, escribiendo a principios de la Edad Media, informó de manera similar en Sobre el Génesis que «en la cima del monte Olimpo, que se dice que se eleva por encima de la zona de este aire húmedo, se nos dice, ciertas cartas se hacen regularmente en el polvo y se encuentran un año más tarde enteras y sin estropear por los que suben a esa montaña para sus memoriales solemnes».
El tercer pico más alto del monte Olimpo, llamado Agios Antonios (Άγιος Αντώνιος «San Antonio», 40°04′04″N 22°21′04″E / 40.0677, 22.3511, 2.817 m s. n. m.), se sabe que fue el lugar de un santuario de Zeus en la antigüedad según los hallazgos arqueológicos descubiertos en 1961. En la era moderna, una serie de exploradores intentaron estudiar la montaña y llegar a su cima. Algunos ejemplos son el arqueólogo francés Leon Heuzey (1855), el explorador alemán Heinrich Barth (1862), y el ingeniero alemán Edward Richter. Richter intentó llegar a la cima en 1911, pero fue secuestrado por kleftes, que también mataron a los gendarmes otomanos que lo acompañaban.
Solo un año después de la liberación del norte de Grecia del dominio otomano, el 2 de agosto de 1913, se alcanzó por fin la cima del Olimpo. Los suizos Frédéric Boissonnas y Daniel Baud-Bovy, ayudados por un cazador de cabras salvajes de Litochoro, Christos Kakkalos, fueron los primeros en alcanzar el pico más alto de Grecia. Kakkalos, que tenía mucha experiencia en la escalada del Olimpo, fue el primero de los tres en subir al Mytikas. Después, y hasta su muerte en 1976, fue el guía oficial del Olimpo. En 1921, él y Marcel Kurz alcanzaron la segunda cumbre más alta del Olimpo, Stefani. Basándose en estas exploraciones, Kurz editó en 1923 Le Mont Olympe, un libro que incluye el primer mapa detallado de las cumbres. En 1928, el pintor Vasilis Ithakisios subió al Olimpo junto con Kakkalos, llegando a una cueva que bautizó como Refugio de las Musas, y pasó muchos veranos pintando vistas de la montaña. Más tarde, el Olimpo fue fotografiado y cartografiado en detalle por otros, y se llevaron a cabo una serie de escaladas exitosas y ascensos invernales a las cumbres más empinadas en condiciones climáticas difíciles.
La ascensión al Olimpo es una caminata no técnica, excepto el tramo final desde la cima del Skala hasta el pico del Mytikas, que es una YDS clase 3 escalada de roca. Se estima que 10 000 personas suben al Monte Olimpo cada año, la mayoría de ellas alcanzando solo la cumbre del Skolio. La mayoría de las subidas al Olimpo parten de la ciudad de Litochoro, que tomó el nombre de Ciudad de los Dioses por su ubicación al pie de la montaña. Desde allí, una carretera se dirige a Prionia, donde comienza la caminata al pie de la montaña.

## Otras montañas con el mismo nombre
Hay hasta 18 montañas más con el mismo nombre, incluyendo varias en las islas griegas y en los países de Chipre, Turquía, Nueva Zelanda y Estados Unidos (específicamente en los estados de Tennessee, Utah y Washington). También se da este nombre a un volcán del planeta Marte (Olimpo).